# Tarzana Challenger 2001
Il Tarzana Challenger 2001 è stato un torneo di tennis facente parte della categoria ATP Challenger Series nell'ambito dell'ATP Challenger Series 2001. Il torneo si è giocato a Tarzana negli Stati Uniti dal 10 al 16 settembre 2001 su campi in cemento.

## Vincitori

### Singolare
Levar Harper-Griffith ha battuto in finale  Michael Joyce con il punteggio di 7–6(6), 6–3

### Doppio
Zack Fleishman /  Michael Joyce hanno battuto in finale  Kyle Spencer /  Glenn Weiner con il punteggio di 6–1, 5–7, 7–6(6)